# Timotheos von Milet

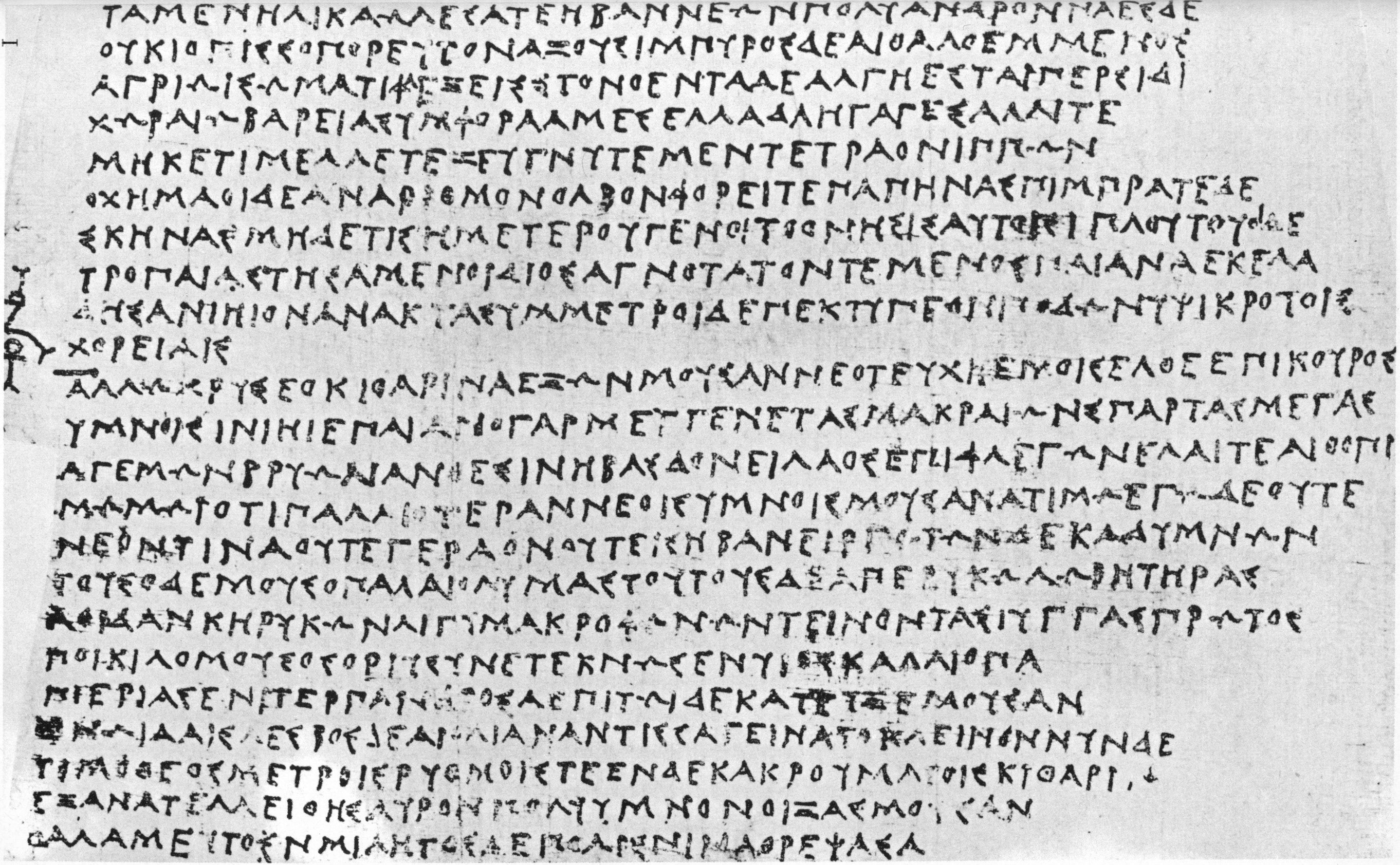
Timotheos von Milet, Die Perser, Verse 193–247, in Berlin, Ägyptisches Museum, Papyrus 9875 (4. Jahrhundert v. Chr.)

Timotheos von Milet (altgriechisch Τιμόθεος ὁ Μιλήσιος Timótheos ho Milḗsios; * um 450 v. Chr. in Milet; † um 360 v. Chr. in Makedonien) war ein griechischer Dichter, der in Athen, Makedonien und Sparta wirkte.
Timotheos brach mit den traditionellen Formen griechischer Musik, um emotionalere und dramatischere Wirkungen zu erzielen. Er gilt damit als Hauptvertreter der „neuen Musik“, von der Dichter wie Euripides beeinflusst wurden.
Das bekannteste Werk des Timotheos ist die um 410–407 v. Chr. entstandene Dichtung Die Perser (Πέρσαι Pérsai), die durch Fragmente bei antiken Autoren wie Plutarch und insbesondere durch den sogenannten Timotheus-Papyrus überliefert ist, der 1902 bei Grabungen der Deutschen Orientgesellschaft in Abusir entdeckt wurde. Der ins 4. Jahrhundert v. Chr. datierte Papyrus, der etwa 250 Verse umfasst, ist einer der ältesten bekannten griechischsprachigen Papyri und befindet sich heute im Ägyptischen Museum Berlin. Das Gesamtwerk umfasste wohl über 700 Verse und enthält Bezüge zu den Persern des Aischylos.

## Textausgaben
- Ulrich von Wilamowitz-Moellendorff (Hrsg.): Timotheus. Die Perser. Aus einem Papyrus von Abusir. Leipzig 1903 (online)
- James H. Hordern: The Fragments of Timotheus of Miletus. Oxford University Press, Oxford u. a. 2002, ISBN 0-19-924694-7.